# مراد زكندي
مراد زكندي (30 أكتوبر 1980) ممثل كوميدي بلجيكي من أصول مغربية ، لعب في مجموعة من الأدوار في أفلام بلجيكية و فرنسية منذ سنة 2006 .

## أعماله

### سينما
- 2000 : Bruxelles mon amour de Marc Didden : Cheb
- 2006 : Dikkenek d'Olivier Van Hoofstadt : Aziz[1]
- 2007 : تاكسي 4 (فيلم2007) إخراج جيرارد كراوسزيك
- 2008 : Go Fast d'Olivier Van Hoofstadt : Luigi
- 2008 : جي سي في دي (فيلم)
- 2008 : Melting Pot Café : Momo
- 2009 : البارونات (فيلم)
- 2011 : عاشقة من الريف إخراج نرجس النجار
- 2012 : De vijfhoek : Jamal
- 2012 : Offline de Pieter Monsart : Rachid
- 2013 : الخونة إخراج شين كوليت
- 2013 : ذئب رمادي de Jim Taitu
- 2014 : Plan Bart de Roel Mondelaers : Abbi
- 2014 : Wasteland de Peter Vanees
- 2015 : Certifiée halal de محمود زموري : Chérif

## روابط خارجية
- مراد زكندي على موقع IMDb (الإنجليزية)
- مراد زكندي على موقع ألو سيني (الفرنسية)
- مراد زكندي على موقع أول موفي (الإنجليزية)
- مراد زكندي على موقع قاعدة بيانات الفيلم (الإنجليزية)
- مراد زكندي على موقع كينوبويسك (الروسية)

- Fiche sur Spafilmfest